# Épiez-sur-Chiers
 Épiez-sur-Chiers  là một xã của tỉnh Meurthe-et-Moselle, thuộc vùng Lorraine, đông bắc nước nước Pháp. Xã này nằm ở khu vực có độ cao trung bình 190 mét trên mực nước biển.